# Aristostomias grimaldii
Aristostomias grimaldii är en fiskart som beskrevs av Zugmayer, 1913. Aristostomias grimaldii ingår i släktet Aristostomias och familjen Stomiidae. Inga underarter finns listade i Catalogue of Life.